# 北魏體

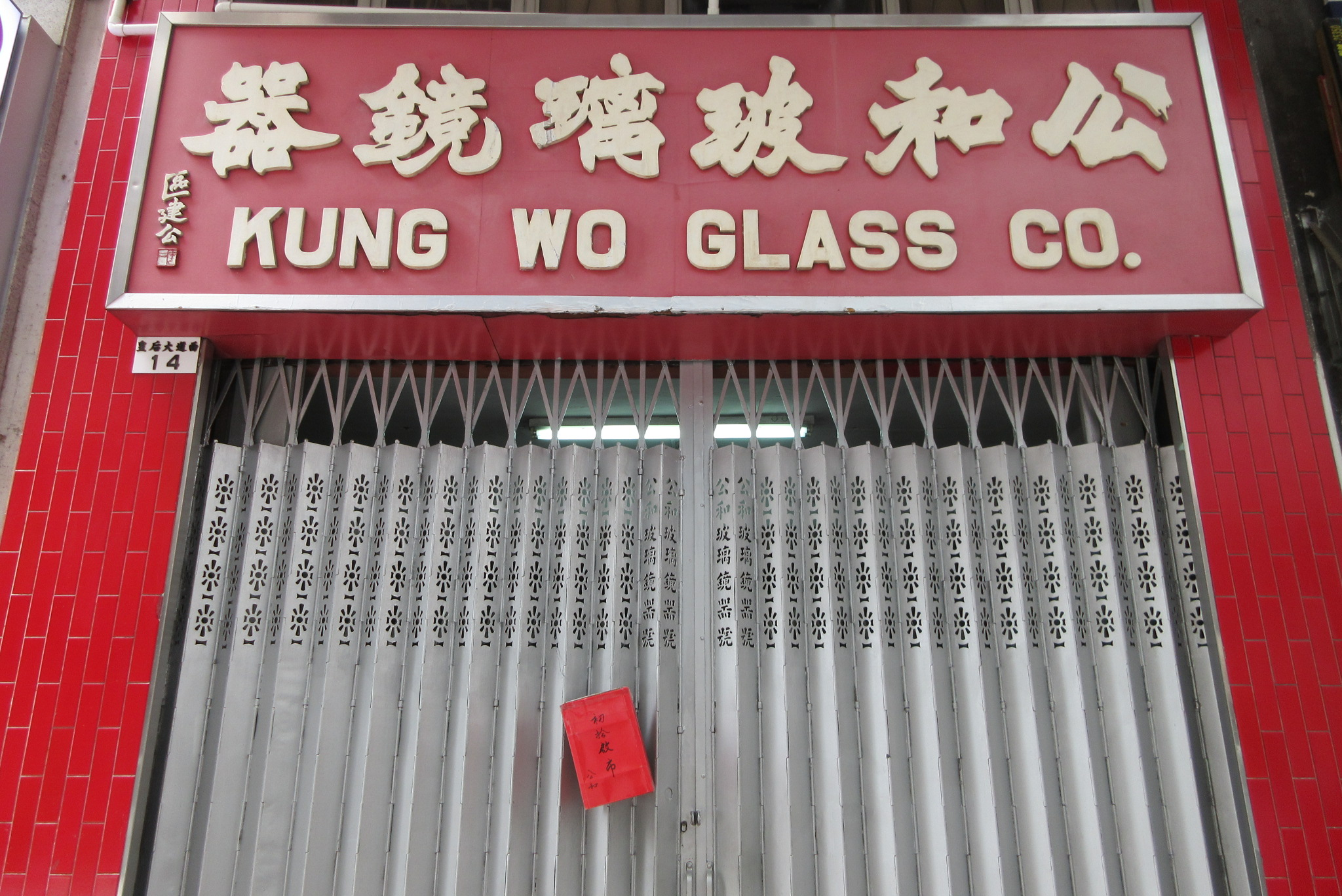
上環「公和玻璃鏡器」招牌為區建公所題

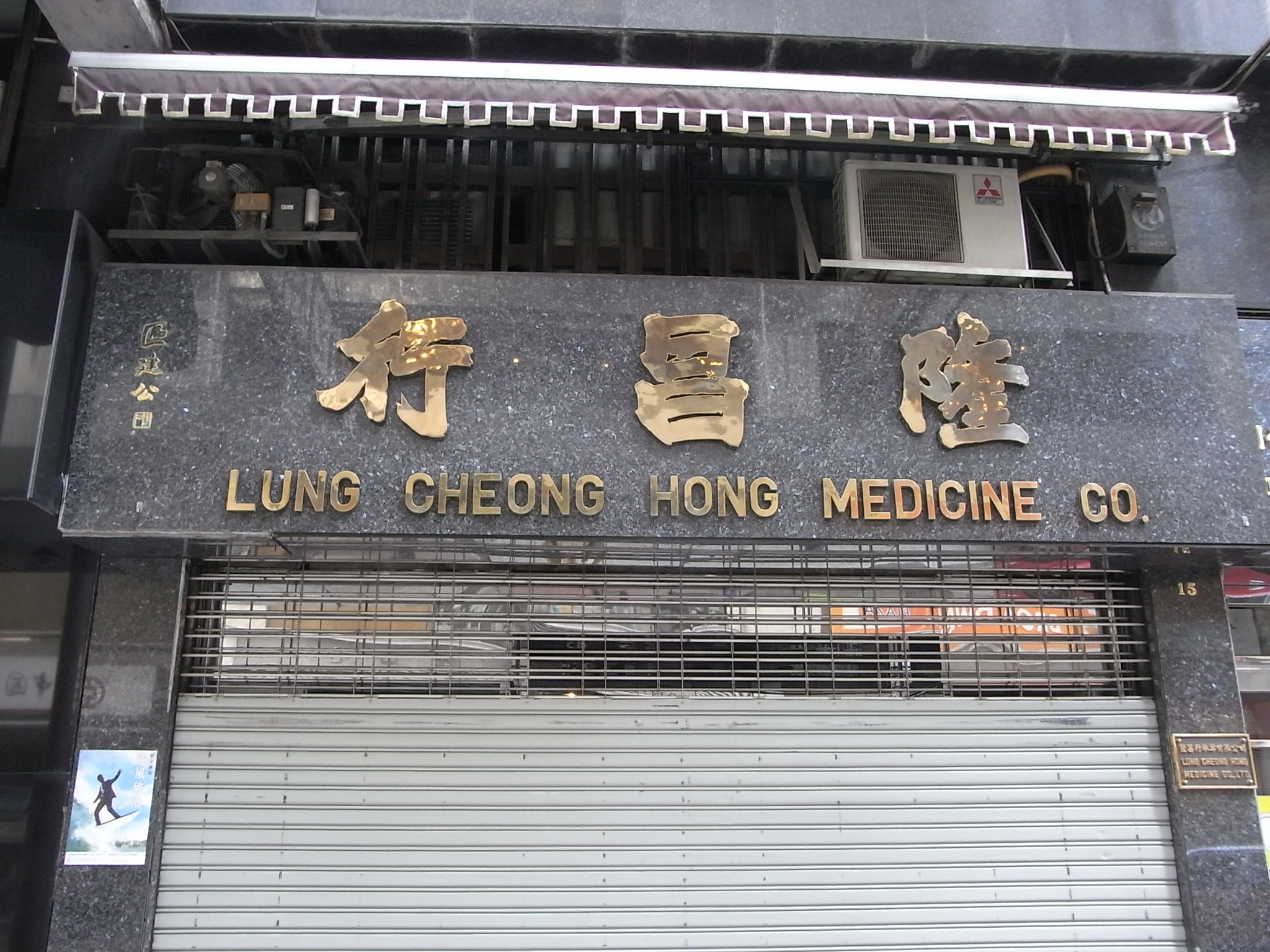
上環「隆昌行」招牌

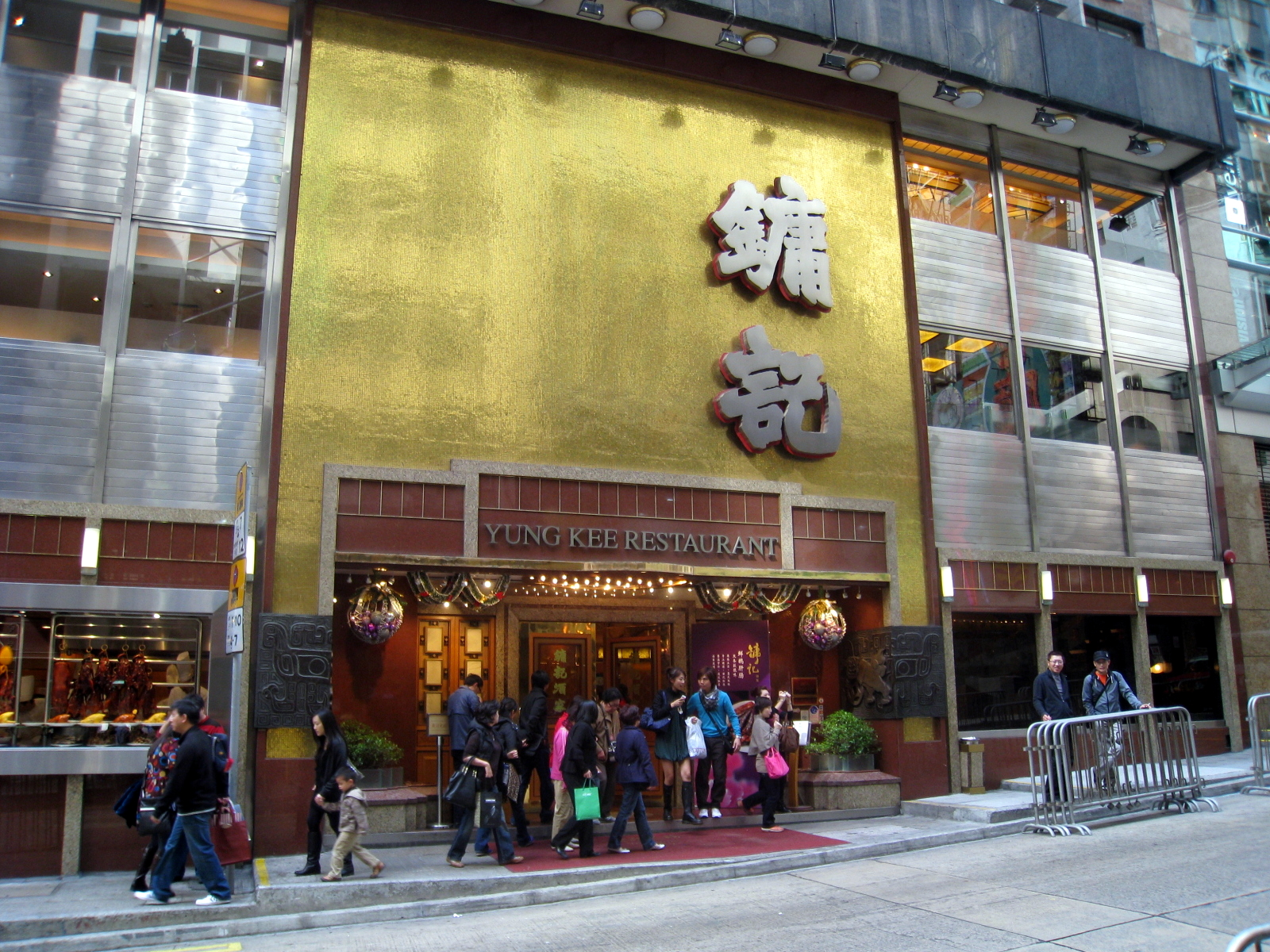
中環鏞記酒家

北魏體是一種漢字書法的書體，介乎隸書與楷書之間。

## 歷史
魏晉南北朝時，社會在政權不穩的情況下，文字分為「北碑南帖」南北兩種。北魏的書體以漢隸為主，字體因其作碑刻之用而方正分明，不添修飾，南朝則以真書（隸書與楷書之間的過渡書體）為主。因此，「北魏體」可視作一種介乎隸書與楷書之間的書體。
清代赵之谦是當時一位研究魏碑的書法家，作品為後世尊崇。
區建公、蘇世傑、卓少衡等在1940年代至1970年代的香港大量運用北魏體於商店招牌題字。

## 字體風格
北魏體分別在起筆、收筆和轉折處都比較分明。

## 應用例子

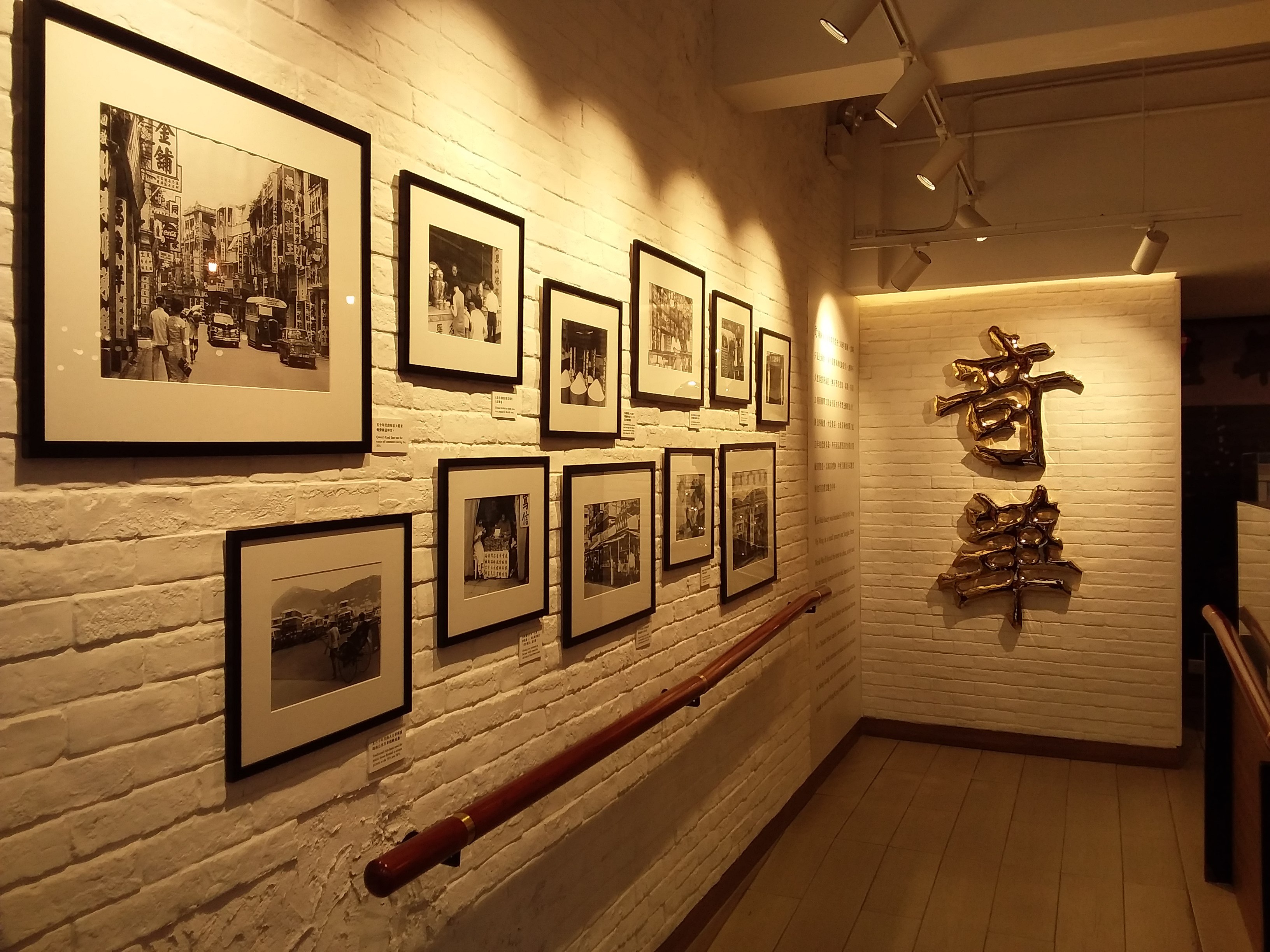
奇華餅家招牌提字
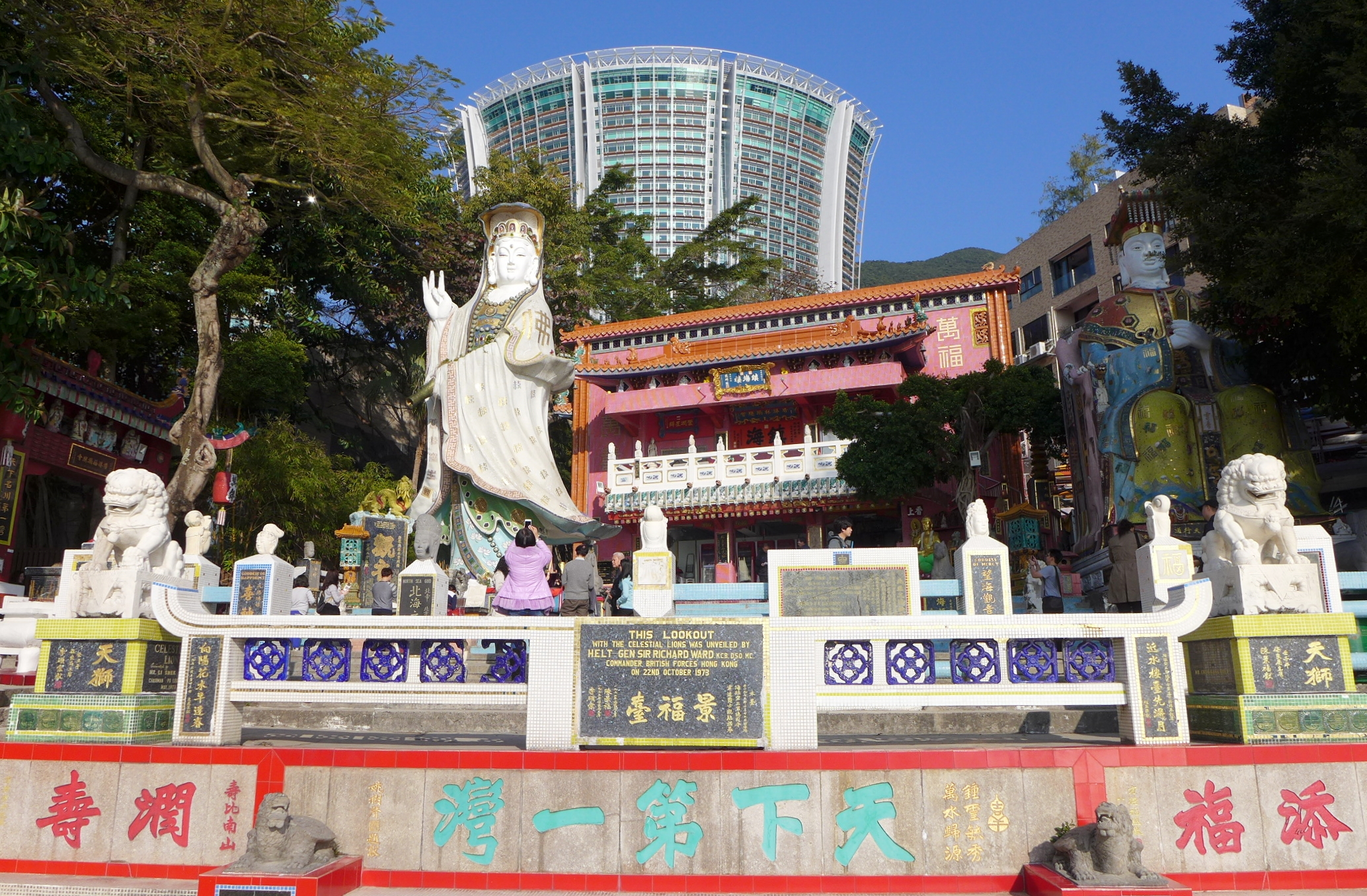
淺水灣鎮海樓公園的碑刻
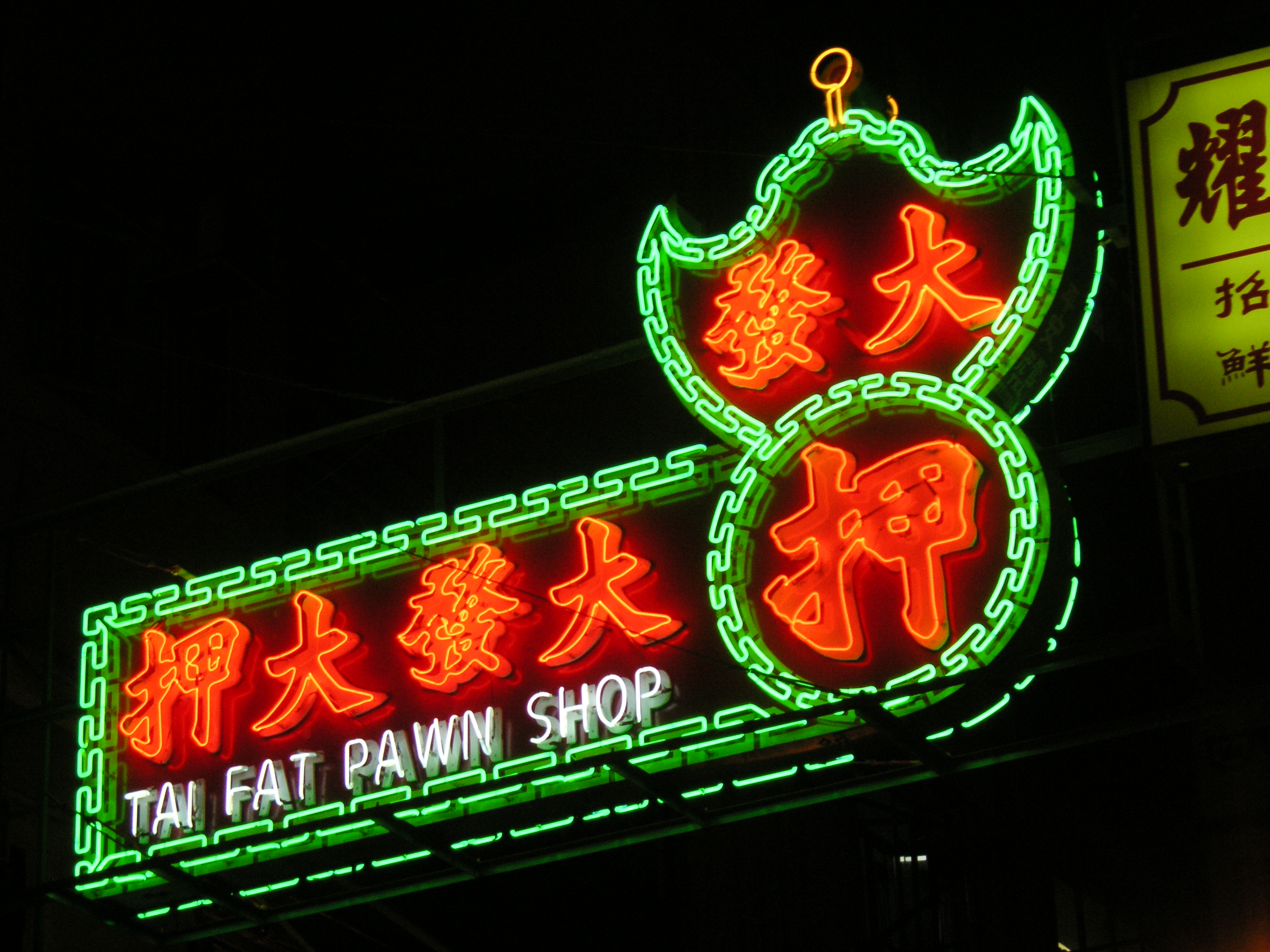
押舖招牌
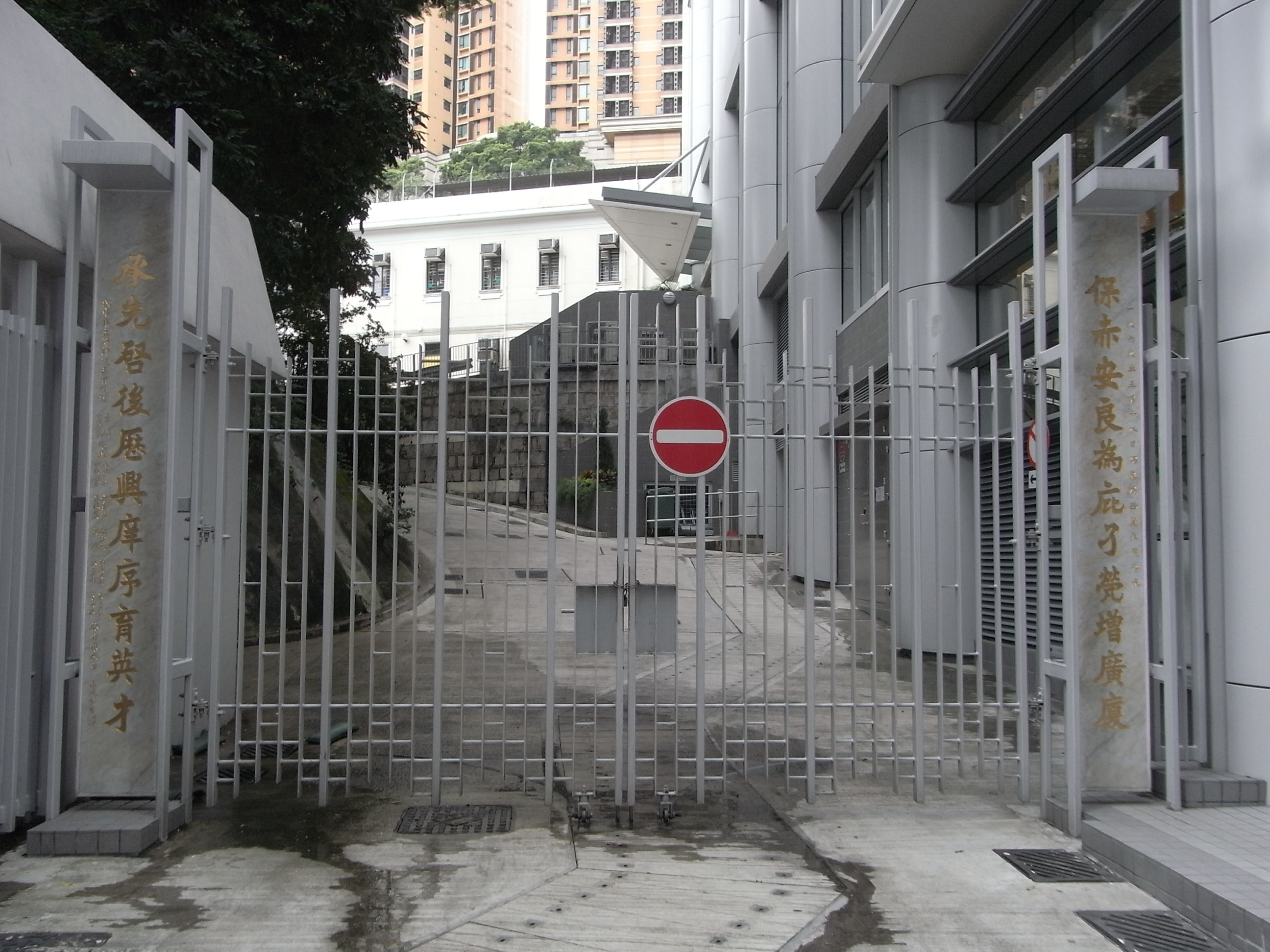
銅鑼灣禮頓道保良局對聯

## 外部連結
- TRILINGUA 叄語：真書（页面存档备份，存于）
- 立場新聞：什麼叫「香港北魏真書」？（页面存档备份，存于）